# Mitrochin-archief
Het Mitrochin-archief is de naam die werd gegeven aan de documenten uit de Koude Oorlog die de Russische archivaris Vasili Nikititsj Mitrochin had meegenomen uit de KGB-archieven tijdens zijn overloop in 1992 naar het Westen.

## Inleiding
Vasili Nikititsj Mitrochin (geboren op 3 maart 1922 en overleden op 23 januari 2004) was een belangrijke archivaris van de Russische Geheime Dienst KGB (Комитет Государственной Безопасности, Komitet Gosudarstvennoj Bezopasnosti), van het Eerste Hoofddirectoraat en medeauteur van het boek The Mitrokhin Archive van Christopher Andrew. In 1992 liep hij over naar het Westen en nam zo'n 20.000 pagina's aan archief mee die hij in het geheim kopieerde van het KGB-archief dat ondergebracht was in het Loebjankagebouw in Moskou. De loebjanka (Лубянка) is gevestigd aan het voormalige Dzerzjinskiplein (nu heet het Loebjankaplein) van de Russische hoofdstad en was zowel gevangenis als hoofdkwartier en archief van de Russische geheime dienst tussen 1920 tot en met 1991. Tegenwoordig huisvest de Loebjanka het hoofdkwartier van de Russische geheime dienst, de FSB.
Door zijn archief werden honderden geheime agenten (mollen) van de KGB in de Verenigde Staten en Engeland ontmaskerd. Er werden honderden geheime Russische wapenopslagplaatsen met communicatie- en encryptieapparatuur blootgelegd die onder de grond in Europa, de VS en zelfs in Israël clandestien waren begraven door de KGB. Mogelijk waren deze sites bedoeld voor een soort Russisch stay-behind-netwerk, dat in oorlogstijd actief moest worden. Deze geheime bergplaatsen waren veelal met boobytraps uitgerust waardoor een toevallige opgraving de vernietiging van het depot en de dood van de graver tot gevolg zou hebben. Bij het ruimen van een bergplaats in Zwitserland ging een explosieve lading af, waardoor het geheime depot werd opgeblazen.
De implicaties van het Mitrochin-archief waren verbijsterend: Mitrochin bewees dat de Russische geheime dienst erin geslaagd was gedurende vele jaren in diverse geledingen van de Britse en Amerikaanse samenleving binnen te dringen. Door de Russen gerekruteerde agenten van westerse komaf (mollen) werden gevonden bij de Britse politie, Britse politieke partijen, in geheime Britse onderzoeksinstituten (voor atomair onderzoek) en Britse onderwijsinstellingen. De ultrageheime organisatie National Security Agency (NSA) in de VS bleek al jaren een mol van Amerikaanse afkomst te herbergen die erin slaagde uiterst gevoelige informatie aan de Russen door te spelen, zelfs nog voordat de NSA-documenten in de papiervernietiger verdwenen. Mitrochin slaagde erin om duizenden KGB-documenten illegaal te kopiëren die de periode bestrijken van 1918 tot zijn vertrek in 1992. Zijn archief werd gedurende zijn aanstelling zo omvangrijk, dat hij gedwongen werd zijn schaduwarchief eerst onder zijn matras, later onder de vloer van zijn buitenhuis (datsja) te verbergen. Het archief en het gezin van Mitrochin werden door de Britse geheime dienst Secret Intelligence Service heimelijk uit Rusland gesmokkeld. Mitrochin moest - uit angst voor represailles van de KGB - onderduiken op een geheime locatie in een schuiladres ergens in Engeland waar hij tot aan zijn dood verbleef. Gedurende de periode 1999 tot 2001 waren er veel publicaties in de pers te vinden over dit Mitrochin-archief. Een aantal daarvan is ook te vinden op het internet.

## Wat voorafging
Vasili Nikititsj Mitrochin werd op 3 maart 1922 in Joerasovo in Centraal-Rusland geboren. Na zijn schoolopleiding vertrok hij naar de artillerieschool van het leger. Later meldde hij zich aan bij de universiteit in de Kazachse SSR waar hij een graad haalde voor geschiedenis en recht. Vlak voor het einde van de Tweede Wereldoorlog kreeg hij een aanstelling bij het bureau van de militaire procurator in Charkov (Oekraïne). In 1948 werd hij een inlichtingenofficier voor het buitenland voor de Russische geheime dienst MGB (een voorloper van de KGB). Zijn eerste buitenlandse aanstelling kreeg hij in 1952. Dankzij deze aanstelling begon Mitrochin langzaam maar zeker te twijfelen aan de geloofwaardigheid van het communisme omdat hij een verschil zag tussen Sovjetpropaganda en de werkelijkheid. Mitrochin dateerde zijn eerste twijfels zo rond de periode dat Stalin publiekelijk werd afgevallen in de Sovjet-Unie. Jarenlang luisterde hij illegaal naar de radio-uitzendingen van de BBC en de Voice of America.
Gedurende de jaren 50 werd Mitrochin - in opdracht van de Russische geheime dienst - naar het buitenland gestuurd voor bepaalde missies. In 1956 was hij bij een Sovjetdelegatie aanwezig tijdens de Olympische Spelen in Australië. Maar daar verprutste hij een niet nader genoemde operatie, met het gevolg dat Mitrochin werd teruggeroepen naar Moskou. Hier kreeg hij te horen dat hij nooit meer voor een speciale missie in het buitenland zou worden ingezet. Zijn werkplaats werd vanaf die tijd het Loebjankagebouw, alwaar het archief van de geheime dienst was ondergebracht. Het archief in Loebjanka herbergde een ontstellend geheim: de gruwelijke en moorddadige repressie van gewone Sovjetburgers. Deze repressie was zo ontstellend beschreven in de documenten, dat Mitrochin later sprak van een "bijna niet te geloven boosaardigheid".
Tussen 1972 en 1984 stond Mitrochin aan het hoofd van de verhuizing van het archief van de Loebjanka naar een nieuw KGB-hoofdkwartier in Jasenevo. Het was gedurende deze periode dat hij erin slaagde kopieën te maken en documenten te stelen. In 1985 ging hij met pensioen. In 1992 reisde hij met een deel van zijn kopieën naar de Baltische staat Letland en wist hij de Amerikaanse ambassade te bereiken. De ambassade trok de geloofwaardigheid van Mitrochins archief echter in twijfel, aangezien het hier niet om originele Russische documenten ging maar om kopieën, en deze konden - volgens de CIA - makkelijk vervalst zijn. Uiteindelijk zocht Mitrochin de Britse ambassade op en deze bleek - net als de Britse geheime dienst MI6 - wel geïnteresseerd te zijn in het verhaal dat hij te vertellen had. Na consultatie van MI6 met Londen, werd besloten om Vasili Mitrochin als agent te gebruiken.

## De gevolgen
De gevolgen van de publicaties over dit geheim gekopieerde archief bleven niet uit. Hieronder staat een aantal gepubliceerde feiten:
- Zo'n 70% van alle Sovjetwapens kon gebouwd worden dankzij de diefstal van gegevens uit het Westen met behulp van spionage.
- De KGB was erin geslaagd om Henry Kissinger af te luisteren en had spionnen bij bijna alle leveranciers van hoogwaardig defensiemateriaal in de VS.
- De Russen waren op de hoogte van de Trident (raket)-atoomonderzeeër, de Peacekeeper-raket en het Tomahawk-kruisvluchtwapen.

### Ontdekte mollen
- Melita Norwood, die in Engeland jarenlang veel geheim materiaal naar de Russen doorspeelde. Zij werkte bij het British Non-Ferrous Metals Research Association (een dekmantel voor nucleair onderzoek). Ze is nooit vervolgd voor haar aandeel. Ze werd wel eerder verdacht een Russische spion te zijn, maar de Britse inlichtingendienst vond onvoldoende bewijs om gerechtelijke vervolging mogelijk te maken.
- De Engelse schrijver John Symonds (gecodeerd als "Scot").
- Voormalig partijlid van Labour Raymond Fletcher, lid van het Britse Parlement.
- Robert Lipka, voormalig NSA-klerk (hij werd in 1997 tot 18 jaar gevangenisstraf veroordeeld na volledig schuld bekend te hebben).
- Claude Estier, voormalig lid van de Franse Socialistische partij en vertrouweling van de vroegere Franse president François Mitterrand.
- Richard Clements, een goede bekende van Neil Kinnock van Labour. Deze heeft de beschuldigingen echter altijd ontkend.
- Tom Driberg (door de Russen gecodeerd als "Lepage"), een voormalig lid van het Britse Lagerhuis voor Labour. Hij is eerder ontdekt maar als mol bevestigd. Hij bezocht Moskou met Guy Burgess (die al eerder als KGB-spion was ontmaskerd, als een van de Cambridge Five). Driberg wordt in het boek van Peter Wright (Spycatcher, pagina 383/384) al genoemd en wordt daarin ook ontmaskerd als spion. Dit was al in de jaren 70, dus is Driberg niet ontdekt door het Mitrochin-archief.

### Ontdekte KGB-operaties
- Het in Chili aan de macht brengen van Salvador Allende. Bedoeling was om communistische machthebbers in Zuid-Amerika te installeren. Allende kreeg zijn geld via de Chileense Communistische Partij.
- Het bevorderen van het opwekken van raciale haat in de Verenigde Staten door het versturen van haatmails en zelfs het sturen van bommen naar de VS.
- Het afluisteren van MI6-vestigingen in het Midden-Oosten.
- Het afluisteren van Henry Kissinger.
- Het stelen van documenten van IBM, Boeing, Fairchild, General Dynamics en Lockheed.
- Het besmeuren van de reputaties van belangrijke westerse leiders, zoals Ronald Reagan en Martin Luther King.
- Het vervalsen van een brief van Lee Harvey Oswald, opdat de CIA valselijk verbonden zou worden met de moord op president John F. Kennedy.
- Het infiltreren van het Vaticaan en bepaalde katholieke bewegingen, waarbij vooral de medewerkers die direct toegang hadden tot de paus geïnfiltreerd waren.
- Het plan om paus Johannes Paulus II te liquideren, wegens zijn anticommunistische houding. De voormalige Secretaris-generaal van de CPSU Michail Gorbatsjov ontkende echter dat dit plan bestaan zou hebben, alhoewel het Mitrochin-archief gewag maakt van een geheim document gedateerd op 13 november 1979, waarin het Centraal Comité spreekt van "uiterste maatregelen" gericht tegen de paus. Op 31 maart 2005 maakt de website van Katholiek Nederland bekend dat er bij een onderzoek in de Stasi archieven een moordplan voor Paus Johannes Paulus II in werking is gezet door de toenmalige Russische geheime dienst KGB. Sommige bronnen zijn nog specifieker: er zou via de GRU (de Russische militaire inlichtingendienst) zijn gewerkt. Dit betekent dat de opdracht voor de moordaanslag (door de Turk Mehmet Ali Ağca) vanuit het Kremlin moet zijn gekomen, aangezien de KGB/GRU dit soort opdrachten nooit op eigen houtje zou uitvoeren. Op 2 maart 2006 werd via de Nederlandse teletekst van de NOS bekendgemaakt dat - volgens een voorlopig rapport van een Italiaanse Parlementaire Commissie - partijleider Leonid Brezjnev achter deze aanslag heeft gezeten. De reden voor de aanslag zou zijn geweest dat Brezjnev de paus als een bedreiging voor het communisme zag. De huidige Russische veiligheidsdienst heeft kort daarop ontkend dat de Sovjet-Unie achter deze aanslag heeft gezeten en noemde deze bewering "absurd".
- Het in de grond begraven van geheime wapenopslagplaatsen met communicatie- en encryptieapparatuur. De ontdekte Russische apparatuur uit deze depots was verouderd, maar deze bleek nog volledig intact en te werken. In België werd in een bos vlak bij Brussel een dergelijk geheim depot ontdekt en uitgegraven.

## Nog meer onthullingen?
Hoewel veel onthuld is via het Mitrochin-archief, is het nog maar de vraag of alles wel bekendgemaakt is. De geheime diensten in het Westen zullen dankbaar gebruikmaken van de enorme berg informatie (6 kisten vol) die Mitrochin uit Rusland heeft meegenomen. Geheime diensten rollen de ontdekte netwerken niet graag op, maar infiltreren deze liever. Infiltratie geeft een schat aan informatie en men kan ook gemakkelijk desinformatie via deze kanalen verspreiden, waardoor de tegenpartij verkeerde informatie verkrijgt. In een tijd van oorlog kan zulke (valse) informatie van levensbelang zijn, zoals dat ook in de Tweede Wereldoorlog is voorgekomen. De berichtgeving in de media over het Mitrochin-archief is inmiddels wat verstomd, maar Mitrochin kan misschien wel de belangrijkste Russische overloper uit de geschiedenis worden genoemd.